# Gadomski (månekrater)
Gadomski er et nedslagskrater på Månen. Det befinder sig på den nordlige halvkugle på Månens bagside og er opkaldt efter den polske astronom Jan Gadomski (1889 – 1966).
Navnet blev officielt tildelt af den Internationale Astronomiske Union (IAU) i 1970. 

## Omgivelser
Gadomskikrateret ligger syd for det meget større Fowlerkrater og vest for Klutekrateret. 

## Karakteristika
Krateret har i lighed med mange andre nedslagskratere på Månen en eroderet ydre rand, som er blevet ændret af senere nedslag. Et sammensluttet kraterpar er forbundet med den sydlige rands yderside, og satellitkrateret Gadomski X er forbundet med det mod nord-nordvest. Der er også et lille krater, som trænger lidt ind i den østlige side. Gadomski ligger selv over den vestlige del af et endnu større og unavngivet krater, som er endnu mere eroderet. Gadomskis kraterrand er nogenlunde cirkulær, men er lidt udvidet mod sydvest. Kraterbunden er uden særlige landskabstræk med kun få småkratere i dens overflade.

## Satellitkratere
De kratere, som kaldes satellitter, er små kratere beliggende i eller nær hovedkrateret. Deres dannelse er sædvanligvis sket uafhængigt af dette, men de får samme navn som hovedkrateret med tilføjelse af et stort bogstav. På kort over Månen er det en konvention at identificere dem ved at placere dette bogstav på den side af satellitkraterets midte, som ligger nærmest hovedkrateret. Gadomskikrateret har følgende satellitkratere:
| Gadomski | Længde  | Bredde   | Diameter |
| -------- | ------- | -------- | -------- |
| A        | 38,6° N | 145,9° V | 32 km    |
| X        | 37,8° N | 148,3° V | 35 km    |

## Måneatlas
- Billeder af Gadomskikrateret i LPI-måneatlasset